# Viettesia unipuncta
Viettesia unipuncta är en fjärilsart som beskrevs av De Toulgoët 1959. Viettesia unipuncta ingår i släktet Viettesia och familjen björnspinnare. Inga underarter finns listade i Catalogue of Life.